# كيب زفكيري

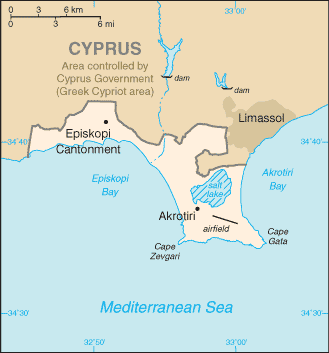

كيب زفكيري تقع ضمن أكروتيري ودكليا، أقاليم ما وراء البحار البريطانية في جزيرة قبرص، وتدار باعتبارها منطقة قاعدة سيادية. وهي تقع في منطقة القاعدة السيادية الغربية وتشكل نقطة الجنوب الغربي من شبه جزيرة أكروتيري (قبرص) الذي هو الجزء الجنوبي الأكثر من الجزيرة. الرأس يشكل الطرف الجنوبي من خليج إبيسكوبي.الرأس يقع ضمن حدود محطة سلاح الجو الملكي والمعروف باسم راف أكروتيري. وتم بناء مستشفى الأميرة ماري على الرأس وهو المستشفى الرئيسي في قبرص للقوات البريطانية، وهي الآن تحت سلطة القيادة المشتركة الدائمة في نورث وود.

## وصلات خارجية
- Queen Alexandra's Royal Army Nursing Corps website page for The Princess Mary Hospital

‌